# Utako Okamoto
Utako Okamoto, giapponese:岡本歌子 (Tokyo, 1º aprile 1918 – Kōbe, 21 aprile 2016), è stata un medico e ricercatrice biomedica giapponese nel campo della neurofisiologia e della ostetricia, nota per aver scoperto, negli anni '60, l'acido tranexamico, un farmaco per trattare le emorragie postpartum.

Utako Okamoto

Dopo aver pubblicato i suoi risultati nel 1962, divenne presidente dell'Università di Kobe Gakuin, dove lavorò dal 1966 fino al suo pensionamento nel 1990. La carriera di Utako Okamoto, tuttavia, fu ostacolata da un ambiente molto maschile. Durante la sua vita, non fu in grado di convincere gli ostetrici di Kōbe a testare l'agente antifibrinolitico, diventato un farmaco nella lista dei farmaci essenziali dell'OMS solo nel 2009. Ha vissuto abbastanza a lungo da vedere l'inizio nel 2010 dello studio dell'acido tranexamico in 20.000 donne con emorragia post-partum.

## Biografia
Okamoto iniziò a studiare odontoiatria nel 1936. Molto presto passò a medicina, iscrivendosi all'Università di Medicina Femminile di Tokyo e laureandosi nel dicembre 1941.

## Carriera
Nel gennaio 1942, Okamoto lavorò come assistente di ricerca presso la Tokyo Women's Medical University, svolgendo ricerche sul cervelletto sotto la guida di un neurofisiologo che "creò molte più opportunità per [le donne] di quante ne fossero altrimenti disponibili all'epoca".  Dopo la seconda guerra mondiale e la seconda guerra sino-giapponese, nel 1945, si trasferì all'Università Keio di Shinanomachi a Tokyo. 
Poiché le risorse erano scarse, lei e suo marito Shosuke Okamoto passarono alla ricerca sul sangue: "Se non ce n'era abbastanza potevamo semplicemente usare il nostro". Speravano di trovare un trattamento per l'emorragia post-partum, un potente farmaco per fermare l'emorragia dopo il parto. Iniziarono studiando l'acido epsilon-amino-caproico (EACA). Poi studiarono una sostanza chimica correlata, l'acido 1-(amminometil)-cicloesano-4-carbossilico (AMCHA), noto anche come acido tranexamico. Gli Okamoto scoprirono che era 27 volte più potente e quindi un promettente agente emostatico e pubblicarono le loro scoperte sul Keio Journal of Medicine nel 1962.
Nel 1966, Okamoto ottenne una cattedra all'Università Kobe Gakuin. Nel 1980 fondò un comitato locale per i progetti sulla trombosi e l'emostasi con il marito, che lavorava anche a Kōbe. Si ritirò dall'Università nel 1990. Dopo la morte del marito nel 2004, guidò il comitato fino al 2014. Non è mai riuscita a convincere gli ostetrici a provare il farmaco nell'emorragia post-partum.

## I risultati
Il valore dell'acido tranexamico è rimasto poco apprezzato per anni, ed è stato incluso solo nel 2009 nell'elenco dell'OMS dei farmaci essenziali da utilizzare in cardiochirurgia.
Nel 2010, un ampio studio randomizzato controllato su pazienti traumatizzati ha mostrato il suo notevole beneficio se somministrato entro 3 ore dalla lesione.  Sempre nel 2010 è iniziato lo studio WOMAN (World Maternal Antifibrininolytic), uno studio randomizzato, in doppio cieco, controllato con placebo sull'acido tranexamico in 20.060 donne con emorragia post-partum. Lo studio è stato completato nel 2016; nell'aprile 2017 i risultati sono stati pubblicati e hanno mostrato che l'acido tranexamico ha ridotto la mortalità nelle 10.036 donne trattate rispetto alle 9985 trattate con placebo senza effetti avversi.

## Gli ostacoli
Nel Giappone, dominato dagli uomini, Okamoto dovette combattere contro il sessismo. Ebbe solo un supervisore solidale con le donne nella scienza durante le prime fasi della sua carriera.
Tuttavia, a lei e a un collega fu chiesto di lasciare una conferenza pediatrica, perché l'evento non era per "donne e bambini" (onna kodomo), un termine che - disse in un'intervista del 2012 - non aveva mai sentito prima. Dopo aver presentato per la prima volta la sua ricerca, parte del pubblico maschile la ridicolizzò chiedendole se avrebbe ballato per loro.
Nella video intervista, Okamoto dichiarò: "Gli uomini sono sempre consapevoli delle differenze fondamentali tra uomini e donne, e quindi non possono fare a meno di pensare a se stessi come superiori. Quindi l'ho usato a mio vantaggio accarezzando il loro ego. [...] Fino a quando [non ho avuto un figlio] potevo compensare gli svantaggi di essere una donna lavorando più ore, 10 ore al giorno invece delle 8 che lavoravano gli uomini". All'Università di Keio, non riuscì a trovare un asilo nido per sua figlia e la portò in laboratorio, "[sperando] che si comportasse bene". La portava sulla schiena da bambina mentre lavorava in laboratorio.

## Vita privata
Utako Okamoto era sposata con Shosuke Okamoto ed ebbe una figlia, Kumi Nakamura. Ebbe un aborto spontaneo, che non era correlato, dichiarò, al superlavoro ma al "ritorno a casa tardi dal lavoro". Ian Roberts, professore di epidemiologia e salute pubblica presso la London School of Hygiene & Tropical Medicine, che aveva coordinato lo studio sul trauma del 2010, visitò Okamoto, allora circa 92enne in Giappone. Affermò di aver "trovato un personaggio affascinante, davvero vivace e vigoroso e ancora molto impegnato nella ricerca, nell'incontro con i ricercatori e nella lettura di articoli di riviste".